# 구보타 마나부
구보타 마나부(일본어: 久保田 学, 1981년 6월 27일 ~ )는 일본의 전 축구 선수이다.

## 구단 경력
과거 요코하마 FC, 뉴웨이브 기타큐슈에서 활동하였다.